# The River (canción de Good Charlotte)
«The River» es una canción por la banda pop-punk Good Charlotte con M. Shadows y Synyster Gates de la banda Avenged Sevenfold. La canción fue el primer sencillo del álbum Good Morning Revival en Norteamérica y el segundo sencillo a través de todo el mundo excepto en Australia. El 8 de diciembre de 2006, el segundo episodio de GCTV fue lanzado en la web de Good Charlotte. "The River" fue presentado en un video y puede ser escuchado en el fondo. La canción fue lanzada el 4 de enero de 2007, en su web oficial, y vía MySpace. Hay severas referencias a la Biblia en la canción y el tiempo de la canción es 3:16, intencionalmente a la referencia John 3:16.

## Listado
1. «The River» (con M. Shadows and Synyster Gates)
2. «The River» (Versión Acústica)
3. «You're Gone»
4. «The River» (Video)

## Vídeo musical
El vídeo musical para la canción fue grabado el diciembre de 2006, en Los Ángeles, California, con el director Marc Webb, quién ha hecho Motivation Proclamation y Festival Song para la banda anteriormente, pero no había dirigido un vídeo par ellos desde 2001. Muestra a Good Charlotte en concreto en L.A. a través de la ciudad, contrastando con imágenes clásicas de la belleza e historia de Los Ángeles. El videoclip muestra dos lados de L.A., el éxito y glamour de L.A. en que la banda estuvo a principios de su carrera y luego un lado oscuro/profundo de Los Ángeles, que las personas y la banda vieron después de vivir allí por años. La celebridad en MySpace Jeffree Star, aparece en el vídeo. 
Hay dos videos diferentes para la canción, uno incluye a M. Shadows y Synyster Gates, el otro vídeo es la versión de la canción sin los miembros de Avenged Sevenfold. El episodio tres de GVTCV muestra el vídeo de "The River". El vídeo muestra a M. Shadows y Synyster Gates se estrenó en MTV el 7 de febrero de 2007. La versión original del video, que no muestra a los miembros de Avenged Sevenfold, fue apenas mostrado en TRL.
El vídeo musical de "The River" fue agregado en Reino Unido en los canales Kerrang! y Scuzz el 13 de abril de 2007, indicando que era el segundo sencillo en Reino Unido y fue lanzado el 21 de mayo de 2007. El vídeo con Gates y Shadows los muestra con Benji y Joel, Shadows con Benji y así. Gates se ve tocando su guitarra Schecter Signature.

## Posicionamiento
"The River" debutó en Billboard Hot 100 en el número 93 en febrero de 2007 en descargas digitales, pero cayó de la lista la semana siguiente. 
 De todas formas, volvió a las listas semanas después, en el número 89. Es el primer sencillo de Good Charlotte en llegar a Billboard Pop 100.
| Lista (2007)           | Posición |
| ---------------------- | -------- |
| Austrian Singles Chart | 37       |
| Dutch Singles Chart    | 40       |
| German Top 100         | 40       |
| UK Singles Chart       | 108      |
| U.S. Hot 100           | 39       |
| Hot Digital Songs      | 26       |
| Modern Rock Tracks     | 38       |
| U.S. Pop 100           | 39       |